# Agapetes kanjilali
Agapetes kanjilali är en ljungväxtart som beskrevs av Atulananda Das. Agapetes kanjilali ingår i släktet Agapetes och familjen ljungväxter. Inga underarter finns listade i Catalogue of Life.